# 沙菲爾湖
48°44′28″N 11°20′1″E / 48.74111°N 11.33361°E

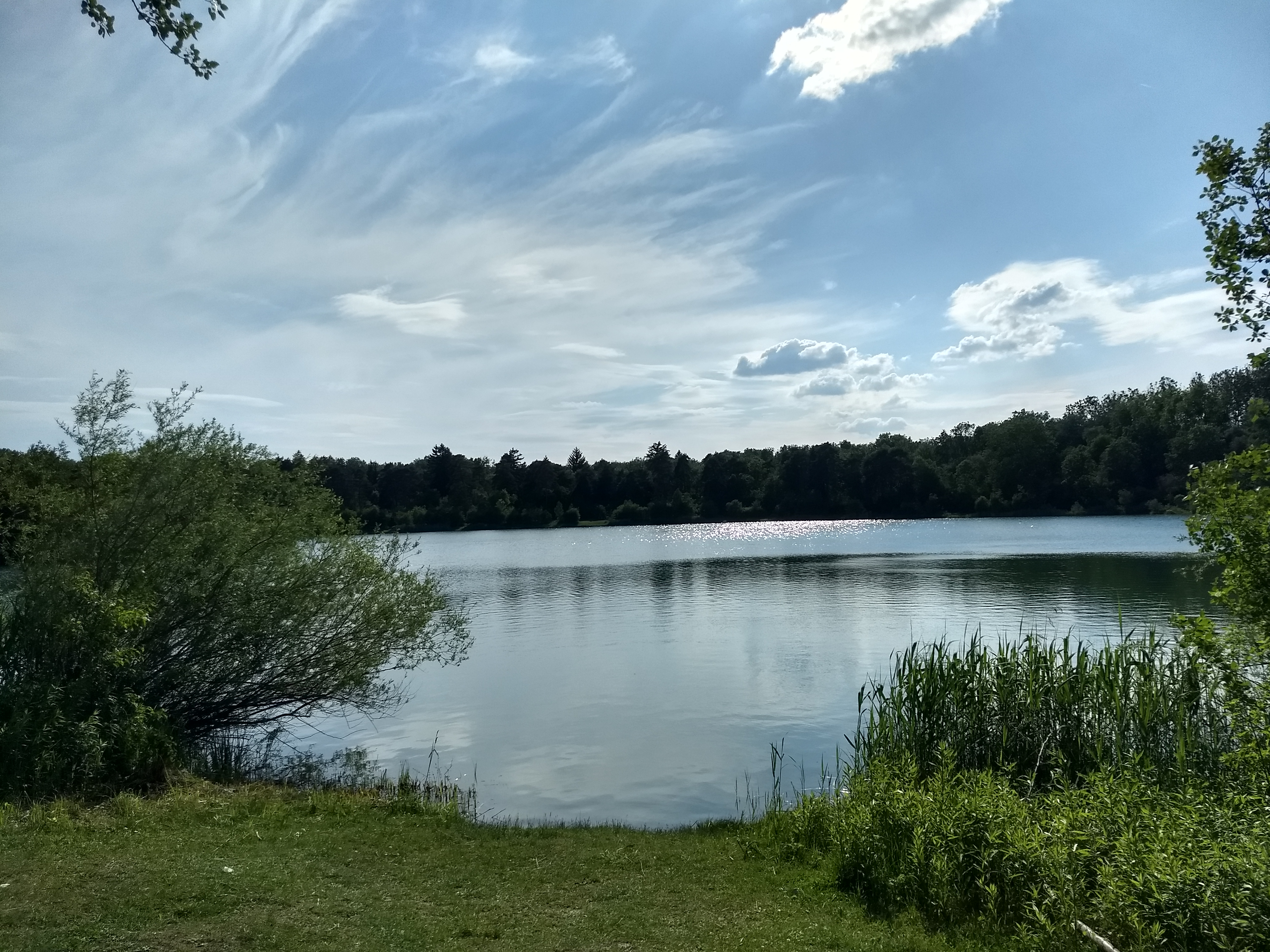

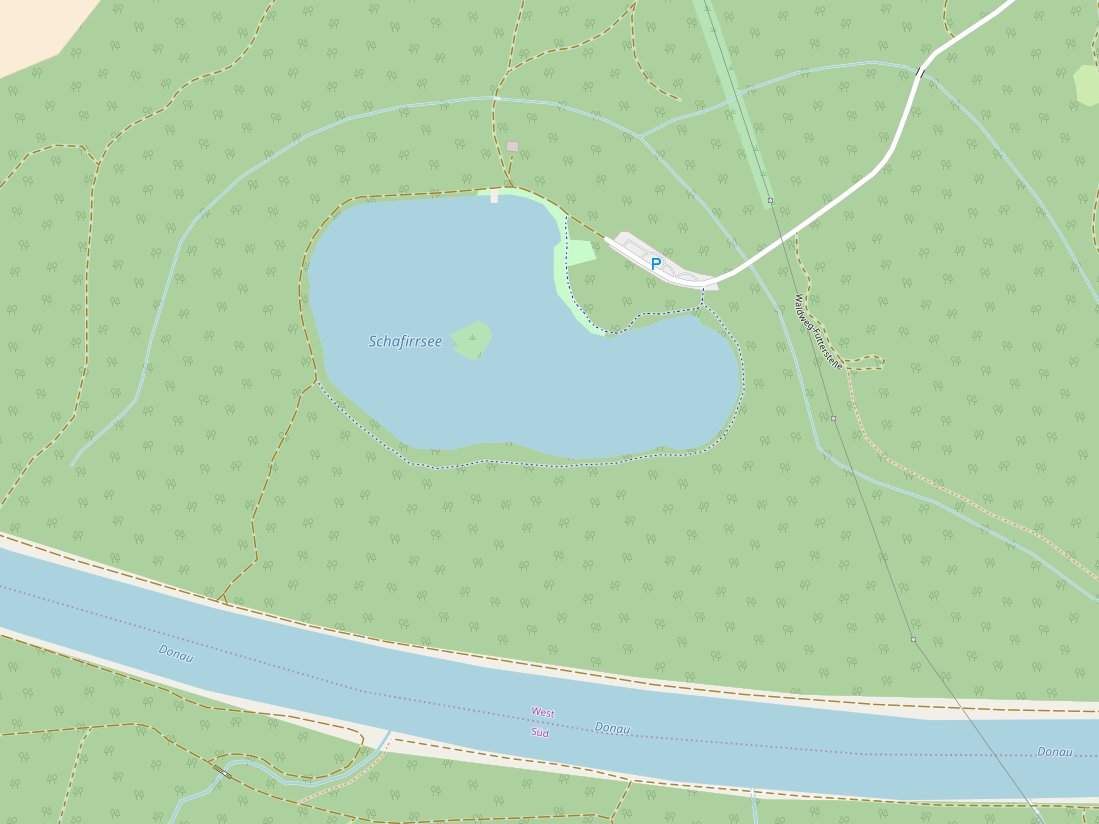

沙菲爾湖（德語：Schafirrsee），是德國的湖泊，位於該國東南部，由巴伐利亞州負責管轄，處於英戈爾施塔特，長0.7公里、寬0.3公里，面積0.11平方公里，海拔高度369米，最大水深5米，湖岸線長度1.5公里。